# 4092 Tyr
4092 Tyr (1986 TJ4) là một tiểu hành tinh vành đai chính được phát hiện ngày 8 tháng 10 năm 1986 bởi Poul Jensen ở Brorfelde Observatory.